# Manyu
Departament Manyu – departament w Regionie Południowo-Zachodnim w Kamerunie ze stolicą w Mamfé. Na powierzchni 9 565 km² żyje około 177,4 tys. mieszkańców.